# Ronne Entrance
Die Ronne Entrance ist die südliche Einfahrt von der Bellingshausen-See in den George-VI-Sund. Im Nordwesten wird sie durch die Südwestseite der Alexander-I.-Insel und im Südwesten durch die Smyley-Insel, die Spaatz-Insel und die DeAtley-Insel begrenzt.
Entdeckt wurde sie im Dezember 1940 durch den US-amerikanischen Polarforscher Finn Ronne (1899–1980) und dessen Landsmann, den Ornithologen und Geographen Carl Robert Eklund (1909–1962), bei einer Hundeschlittenexkursion während der United States Antarctic Service Expedition (1939–1941). Die ursprünglich als Ronne Bay benannte Bucht weitete sich in den nächsten Jahren zunehmend in den vereisten George-VI-Sund, so dass der Name schließlich der geomorphologischen Veränderung angepasst wurde. Namensgeber sind neben Finn Ronne, Leiter der nach ihm benannten Antarktisexpedition (1947–1948), dessen Vater Martin Rønne (1861–1932), ein norwegischer Polarforscher und Teilnehmer an der Südpolexpedition (1910–1912) Roald Amundsens und der ersten Antarktisexpedition (1928–1930) Richard Evelyn Byrds.